# Amaury de La Grange
Pour les articles homonymes, voir Grange (homonymie).
Amaury de La Grange, né le 31 mars 1888 à Paris et mort le 10 juin 1953 à Zurich (Suisse), est un aviateur et homme politique français, 
Son nom est connu des passionnés d'aviation grâce à l'Institut aéronautique et école de pilotage Amaury de la Grange situées au château de la Motte-aux-Bois, commune de Morbecque, près d'Hazebrouck dans le Nord sur son ancienne demeure et à Merville.

## Biographie

### Jeunesse et études
Amaury de La Grange naît dans une famille noble, et financièrement favorisée. Fils d'Ernest de La Grange et de Clémentine de Chaumont-Quitry, ses deux grands-pères sont députés : du côté paternel, le baron Alexis de La Grange l'a été pendant neuf ans, et du côté de sa mère, le marquis Odon de Chaumont-Quitry également.
Il suit ses études à Versailles. Une fois le baccalauréat obtenu, il obtient sa licence de droit et suit les cours de l'École libre des sciences politiques. Après la fin de ses études, il réalise divers voyages à l'étranger (Japon, Inde, Java, Indochine, Chine, Russie, États-Unis).
Il épouse en 1915 une héritière américaine, Emily Sloane,, fille de Henry T. Sloane (fils du fondateur des magasins new yorkais W. & J. Sloane (en)) et de Jessie Ann Robbins (remariée à Perry Belmont). Ils seront les parents de Henry-Louis de La Grange et les beaux-parents de Louis de Guébriant.

### Parcours professionnel
Au cours de la Première Guerre mondiale, il sert comme lieutenant de cuirassiers à la bataille de la Marne, puis dans l'aviation à partir de 1915 en tant que capitaine d'une escadrille d'observation. Il prend part à la mission Joffre aux États-Unis et à la création de l'aviation militaire américaine ; il reçoit à ce titre la Distinguished Service Medal. Gravement blessé peu de temps avant l'armistice, il se consacre à la reconstruction de son département après la fin de la guerre.
Il devient président de l'Aéro-Club de France en 1937. 

### Parcours politique
En 1919, il est élu conseiller municipal de Morbecque et membre du conseil départemental du Nord. Il devient également président de l'Union agricole de l'arrondissement d'Hazebrouck, et membre de la Chambre d'agriculture du Nord dès sa fondation en 1927. Trois ans plus tard, le 16 novembre 1930, il est élu sénateur du Nord. 
Au Sénat, il est rapporteur du budget de l'Air en 1937 et vice-président de la commission de l'air à partir de 1938. Il siège en continu jusqu'en 1941. Du fait de sa spécialisation dans l'aéronautique, il est sollicité par le gouvernement. En 1935, il effectue une mission pour le gouvernement français afin de préparer l'établissement de liaisons transatlantiques aériennes aux États-Unis, puis au Royaume-Uni en 1936.
À la fin novembre 1937, lorsque Camille Chautemps est alerté par Neville Chamberlain de l'état de l'aviation française, Chautemps commande un rapport à Amaury de La Grange sur le sujet. Il confirme que si la France dispose de 27 avions de chasse modernes, l'Allemagne en possède déjà 1 000.
Comme de La Grange fait partie des amis du président des États-Unis Franklin Delano Roosevelt, Chautemps l'envoie à Washington DC comme émissaire officieux auprès du président. Il retourne toutefois en France peu de temps après, lorsqu'il est nommé sous-secrétaire d'État au Commerce et à l'Industrie dans le cabinet Paul Reynaud du 21 mars au 10 mai 1940.
Arrêté par la Gestapo, il est envoyé dans un camp spécial pour servir d'otage pour Hitler. Il est déporté à Buchenwald puis dans le Tyrol entre 1943 et 1945.
Président de l'Aéro-Club de France jusqu'en 1948, il devient président de la Fédération aéronautique internationale en 1950. Il meurt trois ans plus tard en 1953 à l'âge de 65 ans et son corps est rapatrié en France pour être inhumé dans le caveau de la famille de La Grange sous la chapelle du Châtelain de l'église Saint-Thomas-de-Canterbury de La Motte-au-Bois à Morbecque, près de son château de la Motte-aux-Bois.

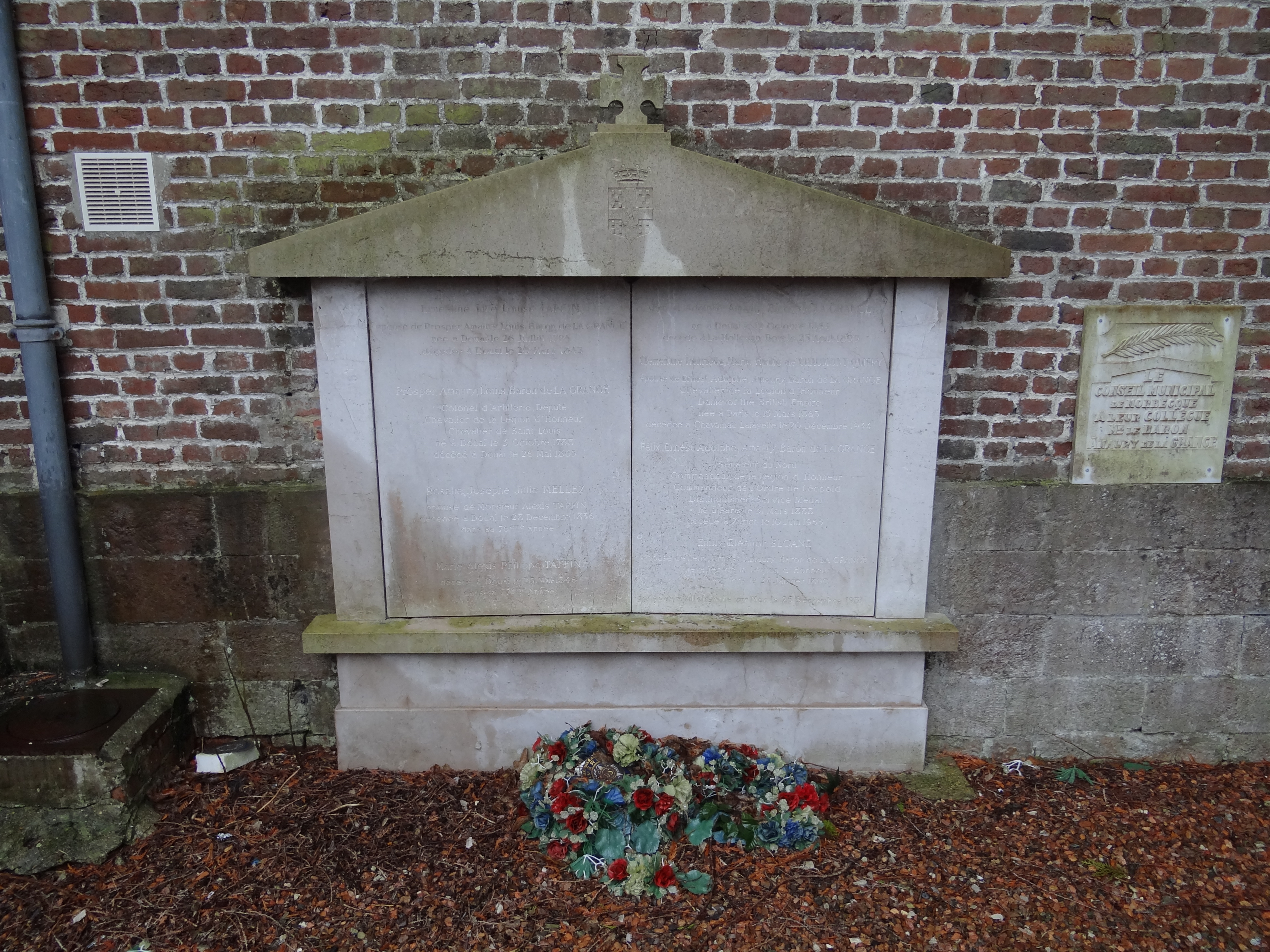
La tombe d'Amaury de La Grange au chevet de l'église Saint-Thomas-de-Canterbury de La Motte-au-Bois à Morbecque (Nord).

## Fonctions et mandats
- Sénateur du Nord de 1930 à 1941
- Sous-secrétaire d'État au Commerce et à l'Industrie du 21 mars au 10 mai 1940 dans le gouvernement Paul Reynaud